# P-Nitrofenilazoresorcinol
p-Nitrofenilazoresorcinol, para-nitrofenilazoresorcinol, 4-nitrofenilazoresorcinol, azo violeta, violeta do azo, p-diazovioleta ou magneson é um composto orgânico de fórmula C12H9N3O4 e massa molecular 259,21756.  É usado como um corante e indicador de pH, além de ser usado como um indicador em testes para a identificação da presença de compostos de magnésio, em análises químicas qualitativas.
Forma coloração azul com o magnésio em meio levemente alcalino. Esta reação depende da adsorção do corante sobre o hidróxido de magnésio. Íons amônio reduzem a sensibilidade da reação.

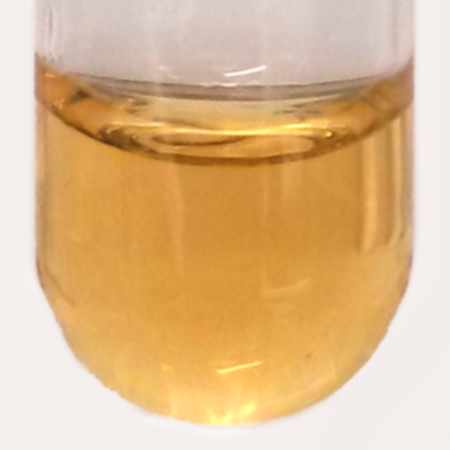
p-Nitrofenilazoresorcinol (aq), pH ~7.